# راسموس پترشن
راسموس پترشن (انگلیسی: Rasmus Pettersen; ۸ سپتامبر ۱۸۷۷ – ۲۴ مهٔ ۱۹۵۷) ژیمناست هنری اهل نروژ بود.